# Sapromyza cinctipes
Sapromyza cinctipes är en tvåvingeart som först beskrevs av Meijere 1910.  Sapromyza cinctipes ingår i släktet Sapromyza och familjen lövflugor. Inga underarter finns listade i Catalogue of Life.